# College Party
College Party (18 – Allein unter Mädchen) est une série télévisée allemande en vingt épisodes de 25 minutes créée par Hansjörg Thurn et diffusée entre le 9 février 2004 et le 12 août 2007 sur la chaine ProSieben.
En France, la série est diffusée à partir du 25 août 2008 sur la chaine NRJ 12. Elle reste inédite dans les autres pays francophones.

## Synopsis
L'arrivée de quatre nouveaux élèves va mettre la directrice d'un pensionnat de jeunes filles dans tous ses états. Jo, Toby, Maus, Léo vont chambouler les habitudes des jeunes filles et de leurs professeurs. Réputés incompétents, perturbateurs, rebelles, insoumis et non civilisés, les quatre garçons vont pourtant devoir s'intégrer à leur nouvel environnement s'ils ne veulent pas être reniés définitivement par leurs familles. Mais c'est sans compter sur la directrice qui va tout faire pour les expulser. À elle de convaincre l'inspection de l'académie que ces quatre garçons sont incapables de respecter la discipline de l'école et qu'ils ont une très mauvaise influence sur ses jeunes élèves.

## Distribution
- David Winter (de) (VFB : Marc Weiss) : Johannes « Jo » Heuser
- Bert Tischendorf (VFB : Alexandre Crépet) : Leopold « Leo » Kaspari
- Nicolas Kantor (de) (VFB : Christophe Hespel) : Tobias « Toby » Niepmann
- Tim Sander (VFB : Nicolas Dubois) : Thomas Maus, appelé « Maus »
- Susan Hoecke (VFB : Marie Van R) : Billy
- Hannah Herzsprung (VFB : Delphine Moriau) : Vera
- Paula Birnbaum (de) (VFB : Micheline Tziamalis) : Silke
- Carolina Vera Squella (de) (VFB : Alexandra Corréa) : Esther Schuhmann
- Hans Kieseier (de) (VFB : Raphaël Anciaux) : Guido Schimmerling
- Stefanie Dreyer (VFB : Julie Basecqz) : Catharina
- Lotte Letschert (de) (VFB : Raphaëlle Bruneau) : Ann-Kristin
- Annekathrin Bürger : Dr Agnes Mensendiek (saison 1)
- Fritz Hammel (de) (VFB : Lionel Bourguet) : Dr Thomas Steigenberger (saison 2)
- Stefanie Julia Möller (de) (VFB : Veronique Fyon) : Rosa (saison 2)

## Épisodes

### Première saison (2004)
1. Interdit aux garçons (Für Jungs verboten)
2. Fête de bienvenue (Die Willkommens-Party)
3. Coming out (Coming-out)
4. Le meilleur reste solitaire (Lust und Laster)
5. Le Gâteau d'adieu (Abschiedstorte)
6. Tous des escargots (Stars und Sternchen)
7. Sphères intimes (Intimsphären)
8. Stars et starlettes (Vaterschaften)
9. Pleure, si t'es un homme (Gefühle zeigen)
10. Balles neuves (Die Liebe an sich)

### Deuxième saison (2007)
1. Fini de rigoler (Jetzt wird's ernst)
2. Un vent de révolution (Eliten)
3. La Rumeur (Dunkle Geheimnisse)
4. Faux semblants (Lesben und andere Lügen)
5. Hommes au bord de la crise de nerfs (Frauen und andere Probleme)
6. Garçons contre filles (Das Turnier)
7. Passions et pulsions (Liebe und Triebe)
8. Dieu sait qui, Dieu sait quoi (Der Glaube an sich)
9. En avoir ou pas (Duelle)
10. Le Tatouage (Die gestochene Sau)